# Douglas Booth
Douglas John Booth (Londen, 9 juli 1992) is een Brits acteur.

## Filmografie
| Jaar | Titel                           | Rol                 | Opmerkingen         |
| ---- | ------------------------------- | ------------------- | ------------------- |
| 2009 | From Time to Time               | Sefton              |                     |
| 2010 | Worried About the Boy           | Boy George          | televisiefilm       |
| 2010 | The Pillars of the Earth        | Eustace             | mini-televisieserie |
| 2011 | Christopher and His Kind        | Heinz Neddermayer   | televisiefilm       |
| 2011 | Great Expectations              | Philip "Pip" Pirrip | mini-televisieserie |
| 2012 | LOL                             | Kyle                |                     |
| 2012 | In Love with Dickens            | Ham                 | documentaire        |
| 2013 | Romeo & Juliet                  | Romeo Montague      |                     |
| 2014 | Sweat                           |                     | korte film          |
| 2014 | Geography of the Heart          | Sean                | Segment: "London"   |
| 2014 | Noah                            | Shem                |                     |
| 2014 | The Riot Club                   | Harry Villiers      |                     |
| 2015 | Jupiter Ascending               | Titus               |                     |
| 2016 | Pride and Prejudice and Zombies | Mr. Bingley         |                     |
| 2017 | Loving Vincent                  | Armand Roulin       |                     |
| 2019 | The Dirt                        | Nikki Sixx          |                     |

- Bibliothèque nationale de France: cb169306197 (data)
- Gemeinsame Normdatei: 1069411949
- International Standard Name Identifier: 0000 0003 6742 1320
- Library of Congress Control Number: no2012013935
- Nationale Bibliotheek van Tsjechië: xx0246033
- Nederlandse Thesaurus van Auteursnamen: 391145681
- Système universitaire de documentation: 183399374
- Virtual International Authority File: 232202084
- WorldCat: E39PBJjMCP4ghTFR8pQKqbQ8YP